# Ruuttijärvi (Pajala socken, Norrbotten, 747987-181972)
Ruuttijärvi är en sjö i Pajala kommun i Norrbotten och ingår i Torneälvens huvudavrinningsområde.